# Rezerwat przyrody Miłachowo
Rezerwat przyrody Miłachowo – stepowy rezerwat przyrody w województwie pomorskim, w powiecie człuchowskim, w gminie Debrzno.
Został utworzony na mocy zarządzenia Ministra Leśnictwa i Przemysłu Drzewnego z dnia 10 listopada 1976 na powierzchni 2,50 ha. W 1982 r. zarządzeniem Ministra Leśnictwa i Przemysłu Drzewnego z dnia 23 sierpnia (Monitor Polski nr 20, poz. 179) powierzchnię rezerwatu powiększono do 3,70 ha. Aktualnie powierzchnia rezerwatu wynosi 3,84 ha. Zarządzeniem Regionalnego Dyrektora Ochrony Środowiska w Gdańsku z dnia 4 czerwca 2018 wyznaczono otulinę rezerwatu o powierzchni 34,53 ha.
Rezerwat utworzono celem „zachowania muraw i zarośli kserotermicznych z wieloma gatunkami roślin ciepłolubnych na północnej granicy ich zasięgu”. Obecnie jako cel ochrony podaje się „odtworzenie i zachowanie ekosystemu muraw kserotermicznych oraz populacji cennych gatunków roślin i zwierząt”.
Rezerwat położony jest na stoku doliny rzeki Debrzynki, w odległości 1 km na zachód od Debrzna. Leży w obrębie działki nr 781, należącej do gminy Debrzno. Nie posiada planu ochrony, obowiązują w nim jednak zadania ochronne, na mocy których obszar rezerwatu podlega ochronie czynnej. Nadzór sprawuje Regionalny Dyrektor Ochrony Środowiska w Gdańsku.